# Падьюка (Техас)
Падьюка (англ. Paducah) — город в США, расположенный в северной части штата Техас, административный центр округа Котл. По данным переписи за 2010 год число жителей составляло 1186 человек, по оценке Бюро переписи США в 2017 году в городе проживало 1090 человек. Город носит прозвище «Перекрёсток Америки», поскольку в нём пересекаются две дороги, проходящие вдоль государственной границы, автомагистрали США под номерами 70 и 83.

## История

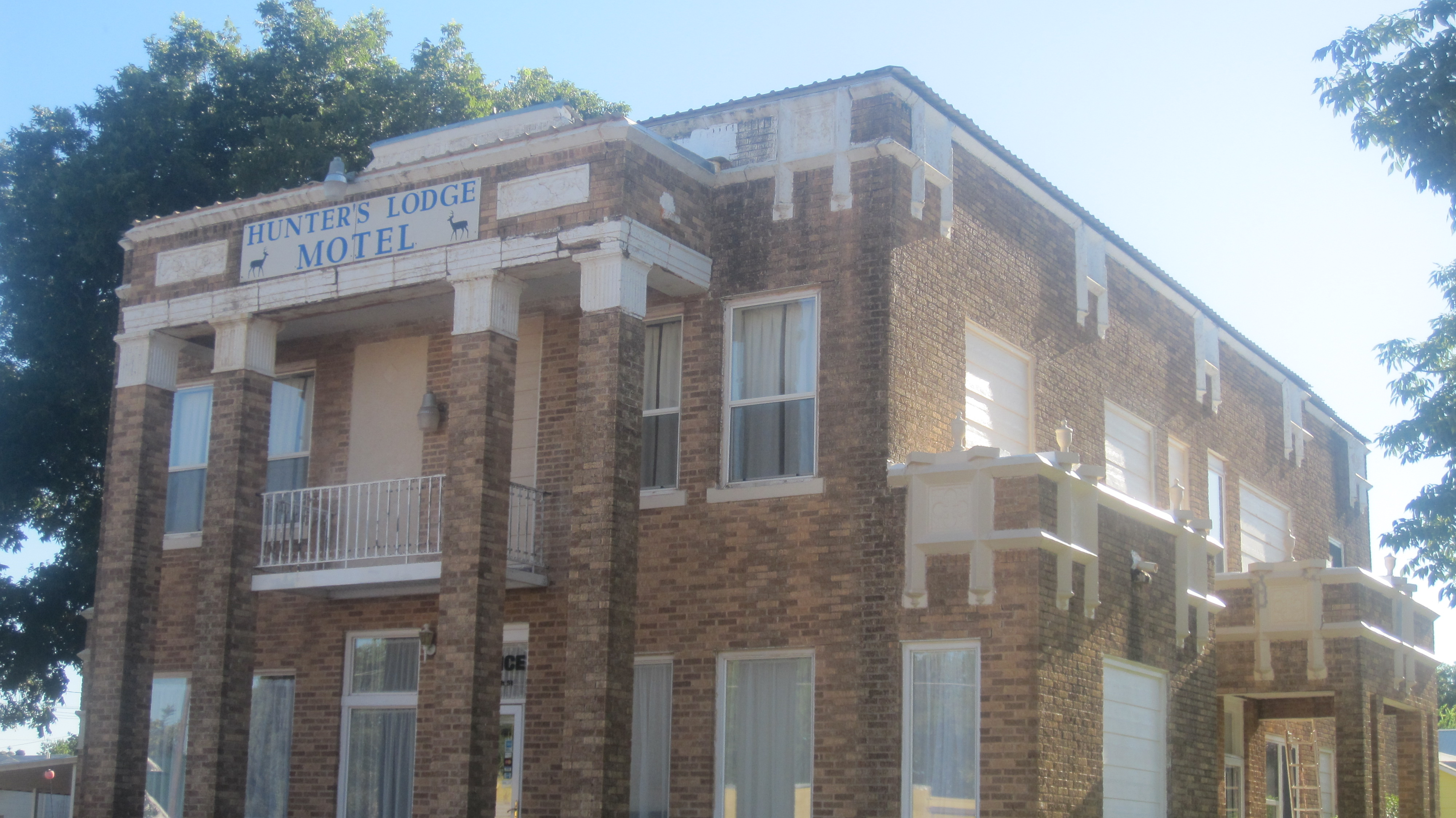
Мотель Hunter's Lodge в Падьюке

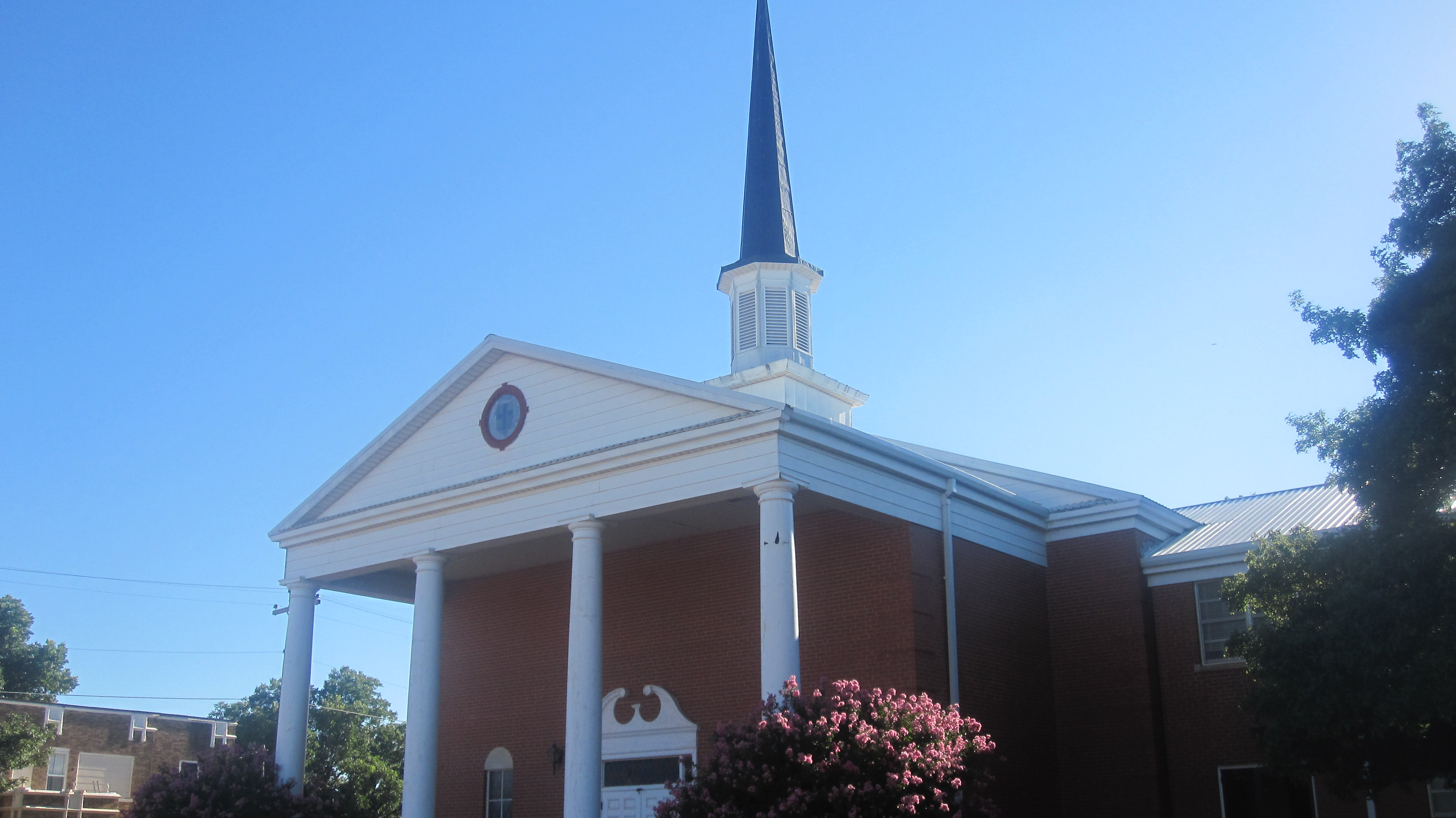
Первая баптистская церковь в городе

Один из первых жителей региона, землевладелец по фамилии Поттс, переехавший из города Падьюка в штате Кентукки, начал предлагать бесплатную землю в обмен на голоса при выборах названия нового города и центра нового округа. В 1891 году в городе открылось почтовое отделение. При организации округа Котл в 1892 году город стал административным центром. В 1893 году начался выпуск еженедельной газеты Paducah Post. К началу XX века в городе работали банк, деревообработка, телефонная компания, школа, методистская и баптистская церкви.
В декабре 1909 года в город пришла железная дорога Quanah, Acme and Pacific Railroad, а год спустя Падьюка получила устав, началось формирование органов местной власти. В 1980-х город был сельскохозяйственным центром региона, жители разводили скот, выращивали хлопок, зерно и люцерну, работал нефтеперерабатывающий завод, город был транспортировочным узлом благодаря наличию железной дороги Burlington Northern line.

## География
Падьюка находится в центральной части округа, его координаты: 34°00′50″ с. ш. 100°18′13″ з. д..
Согласно данным бюро переписи США, площадь города составляет около 3,9 км2, практически полностью занятых сушей.

### Климат
Согласно классификации климатов Кёппена, в Падьюке преобладает семиаридный климат умеренных широт (BSk).
| Показатель                    | Янв. | Фев.  | Март  | Апр. | Май  | Июнь | Июль | Авг. | Сен. | Окт. | Нояб. | Дек.  | Год   |
| ----------------------------- | ---- | ----- | ----- | ---- | ---- | ---- | ---- | ---- | ---- | ---- | ----- | ----- | ----- |
| Абсолютный максимум, °C       | 30,6 | 33,9  | 38,9  | 40,6 | 44,4 | 47,8 | 44,4 | 43,9 | 42,2 | 40,6 | 33,9  | 31,7  | 47,8  |
| Средний суточный максимум, °C | 12   | 14,9  | 19,5  | 25,2 | 29,1 | 33,4 | 36   | 35,3 | 30,7 | 25,4 | 18,4  | 13,3  | 24,4  |
| Средняя температура, °C       | 4,6  | 7,1   | 11,4  | 17   | 21,6 | 26,1 | 28,6 | 27,8 | 23,5 | 17,6 | 10,9  | 6     | 16,8  |
| Средний суточный минимум, °C  | −2,9 | −0,6  | 3,4   | 8,8  | 14,1 | 18,8 | 21,1 | 20,4 | 16,3 | 9,9  | 3,3   | −1,3  | 9,3   |
| Абсолютный минимум, °C        | −20  | −18,9 | −13,9 | −4,4 | 2,2  | 9,4  | 13,9 | 12,2 |      | −6,1 | −10,6 | −21,7 | −21,7 |
| Норма осадков, мм             | 19   | 23    | 32    | 45   | 93   | 86   | 51   | 57   | 69   | 55   | 27    | 25    | 583   |
| Источник: weatherbase.com     |      |       |       |      |      |      |      |      |      |      |       |       |       |

## Население
Согласно переписи населения 2010 года в городе проживало 1186 человек, было 542 домохозяйства и 336 семей. Расовый состав города: 79,7 % — белые, 10,2 % — афроамериканцы, 0,1 % — 
коренные жители США, 0 % — азиаты, 0,1 % — жители Гавайев или Океании, 7,9 % — другие расы, 2 % — две и более расы. Число испаноязычных жителей любых рас составило 22,3 %.
Из 542 домохозяйств, в 25,3 % живут дети младше 18 лет. 46,1 % домохозяйств представляли собой совместно проживающие супружеские пары (12,2 % с детьми младше 18 лет), в 12 % домохозяйств женщины проживали без мужей, в 3,9 % 
домохозяйств мужчины проживали без жён, 38 % домохозяйств не являлись семьями. В 35,6 % домохозяйств проживал только один человек, 18,8 % составляли одинокие пожилые люди (старше 65 лет). Средний размер домохозяйства составлял 2,19 человека. Средний размер семьи — 2,84 человека.
Население города по возрастному диапазону распределилось следующим образом: 26,6 % — жители младше 20 лет, 15,5 % находятся в возрасте от 20 до 39, 34,1 % — от 40 до 64, 24,4 % — 65 лет и старше. Средний возраст составляет 47 лет.
Согласно данным опросов пяти лет с 2012 по 2016 годы, медианный доход домохозяйства в Падьюке составляет 30 117 долларов США в год, медианный доход семьи — 36 818 долларов. Доход на душу населения в городе составляет 17 030 долларов. Около 23,6 % семей и 30,5 % населения находятся за чертой бедности. В том числе 45,6 % в возрасте до 18 лет и 22,1 % старше 65 лет.

## Местное управление
Управление городом осуществляется мэром и городским советом, состоящим из пяти человек.
Другими важными должностями, на которые происходит наём сотрудников, являются:
- Городской секретарь
- Шеф пожарной охраны
- Шеф полиции
- Муниципальный судья

## Инфраструктура и транспорт
Основными автомагистралями, проходящими через Падьюка, являются:
- автомагистраль 62 США идёт с севера от Чилдресса на запад к Матадору.
- автомагистраль 70 США идёт с востока от Кроуэлла на запад к Матадору.
- автомагистраль 83 США идёт с севера от Чилдресса на юг к Гатри.

В городе располагается муниципальный аэропорт Дэна Ричардса. Аэропорт располагает одной взлётно-посадочной полосой длиной 971 метр. Ближайшим аэропортом, выполняющим коммерческие рейсы, является международный аэропорт Престона Смита в Лаббоке. Аэропорт находится примерно в 180 километрах к юго-западу от Падьюки.

## Образование
Город обслуживается независимым школьным округом Падьюка.

## Отдых и развлечения
Ежегодно в городе проходят фестиваль первых поселенцев в апреле и фестиваль хлопка в сентябре.

## Галерея

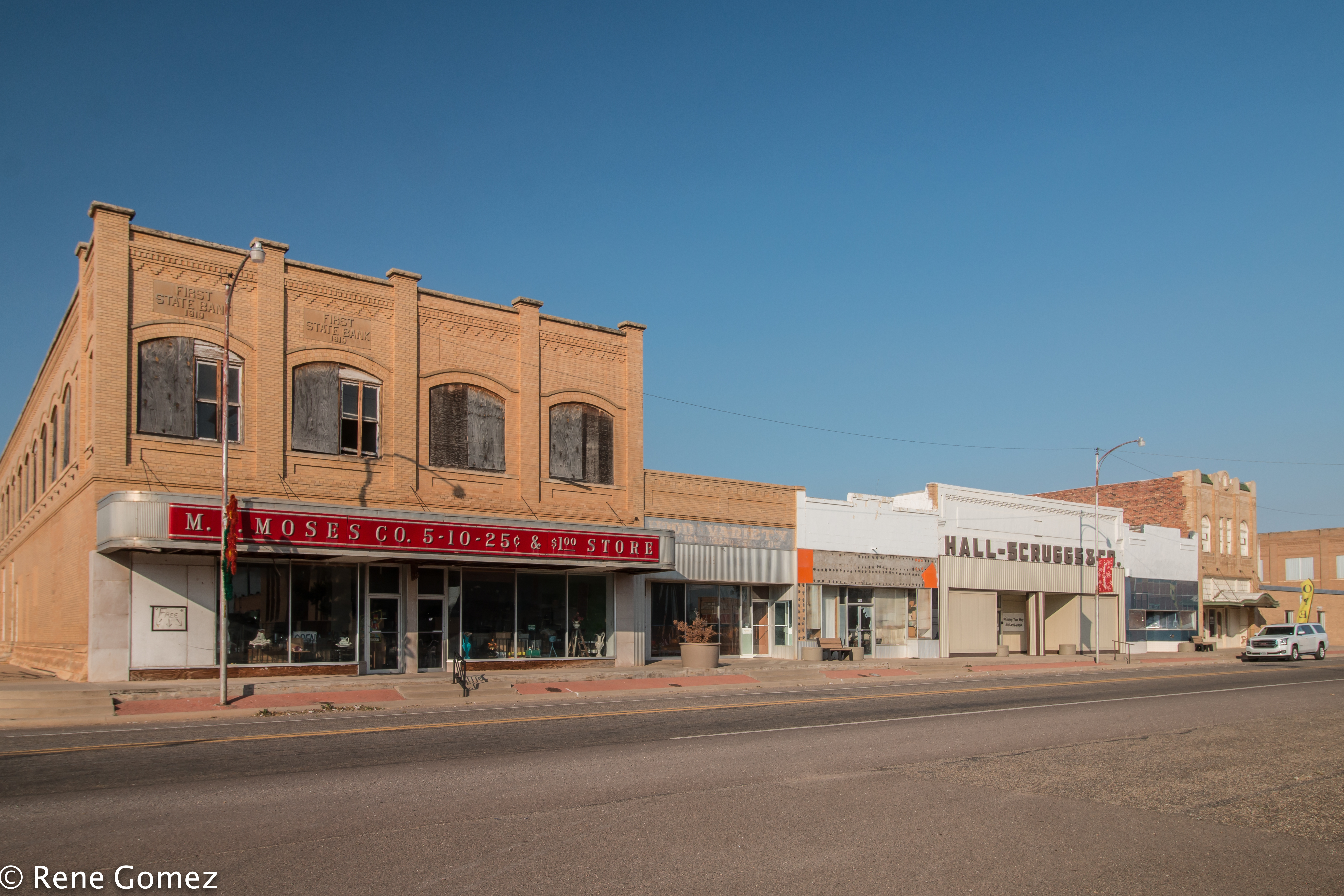
Центр города
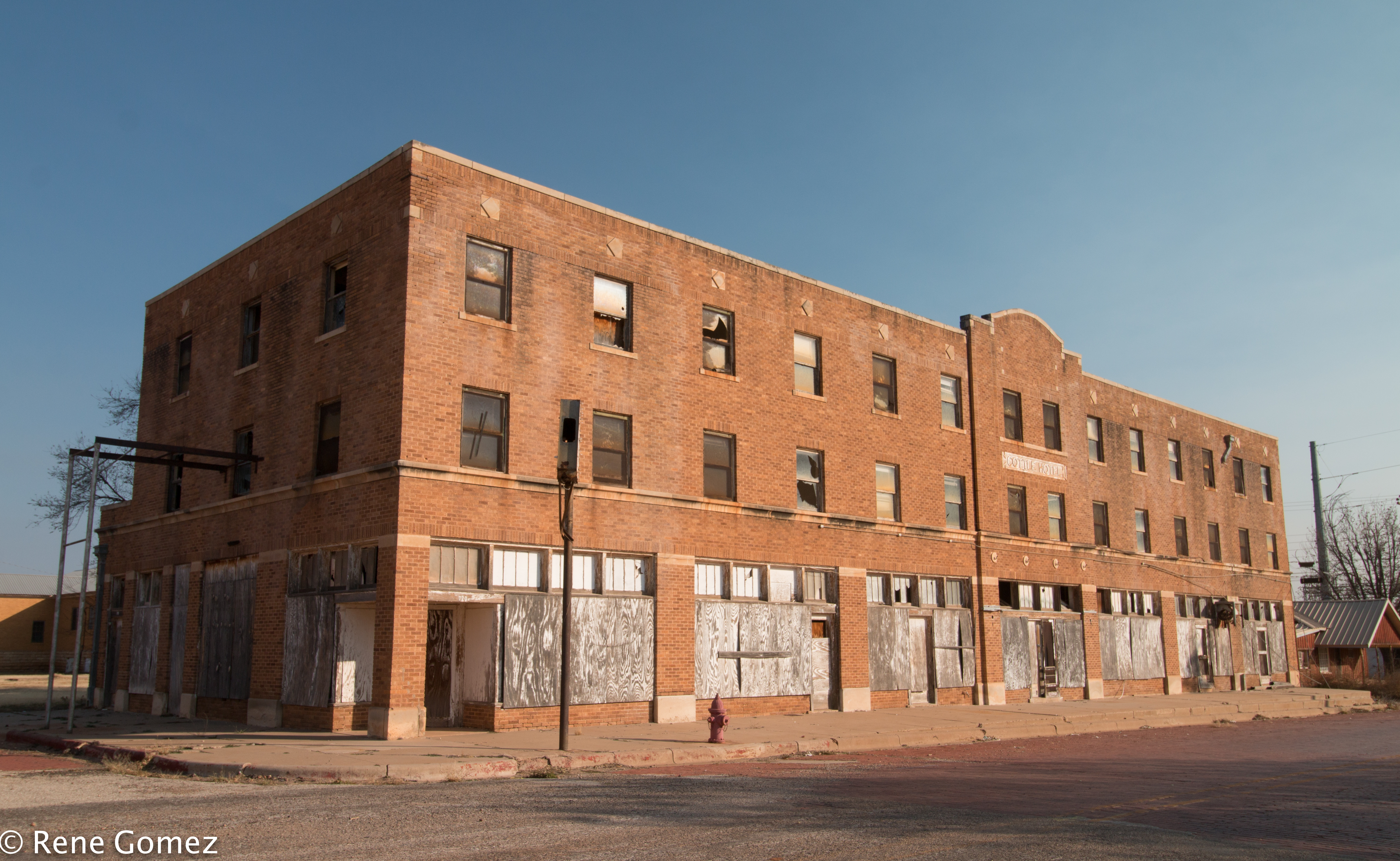
Отель Коттл
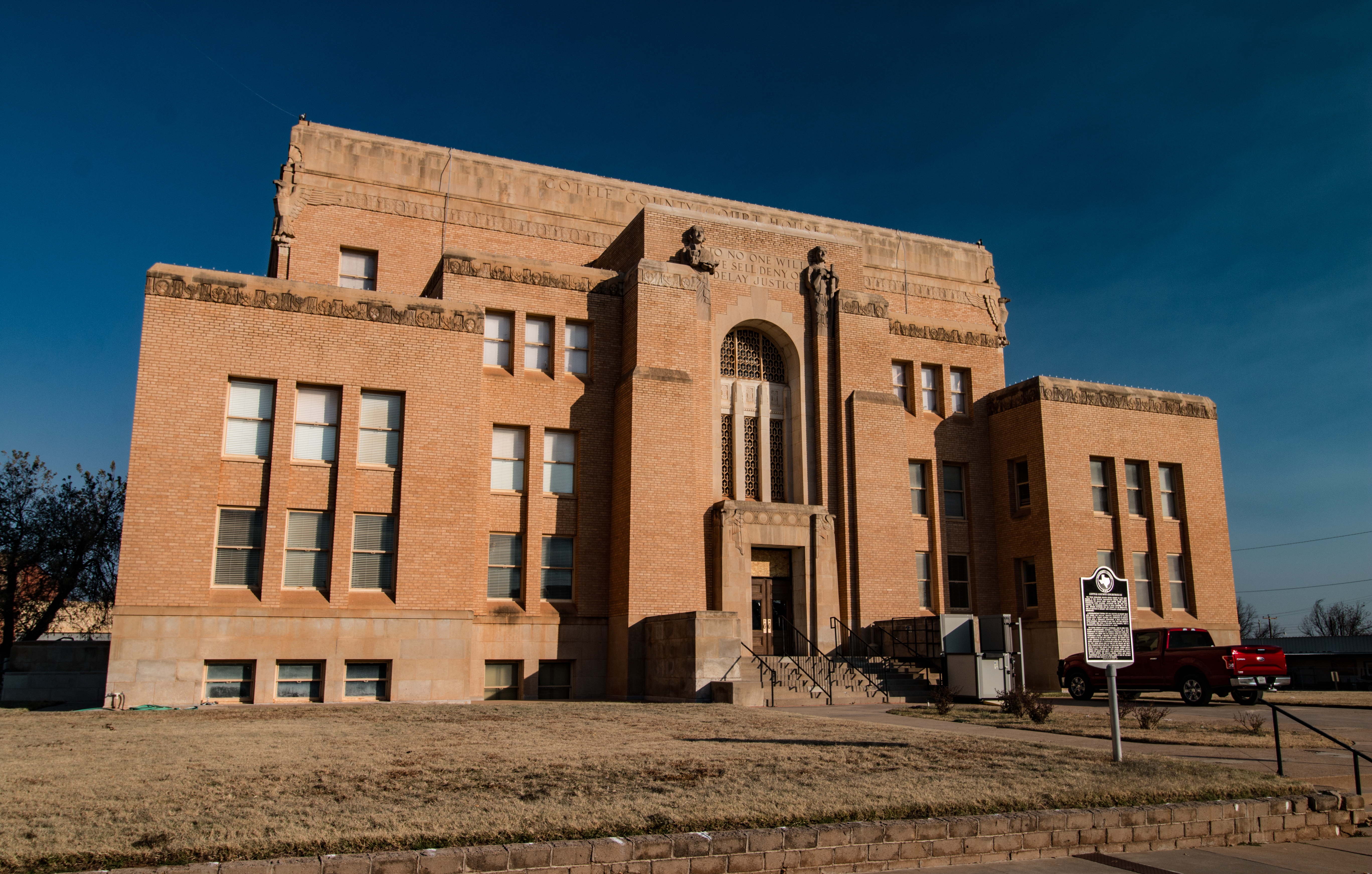
Здание суда округа Котл
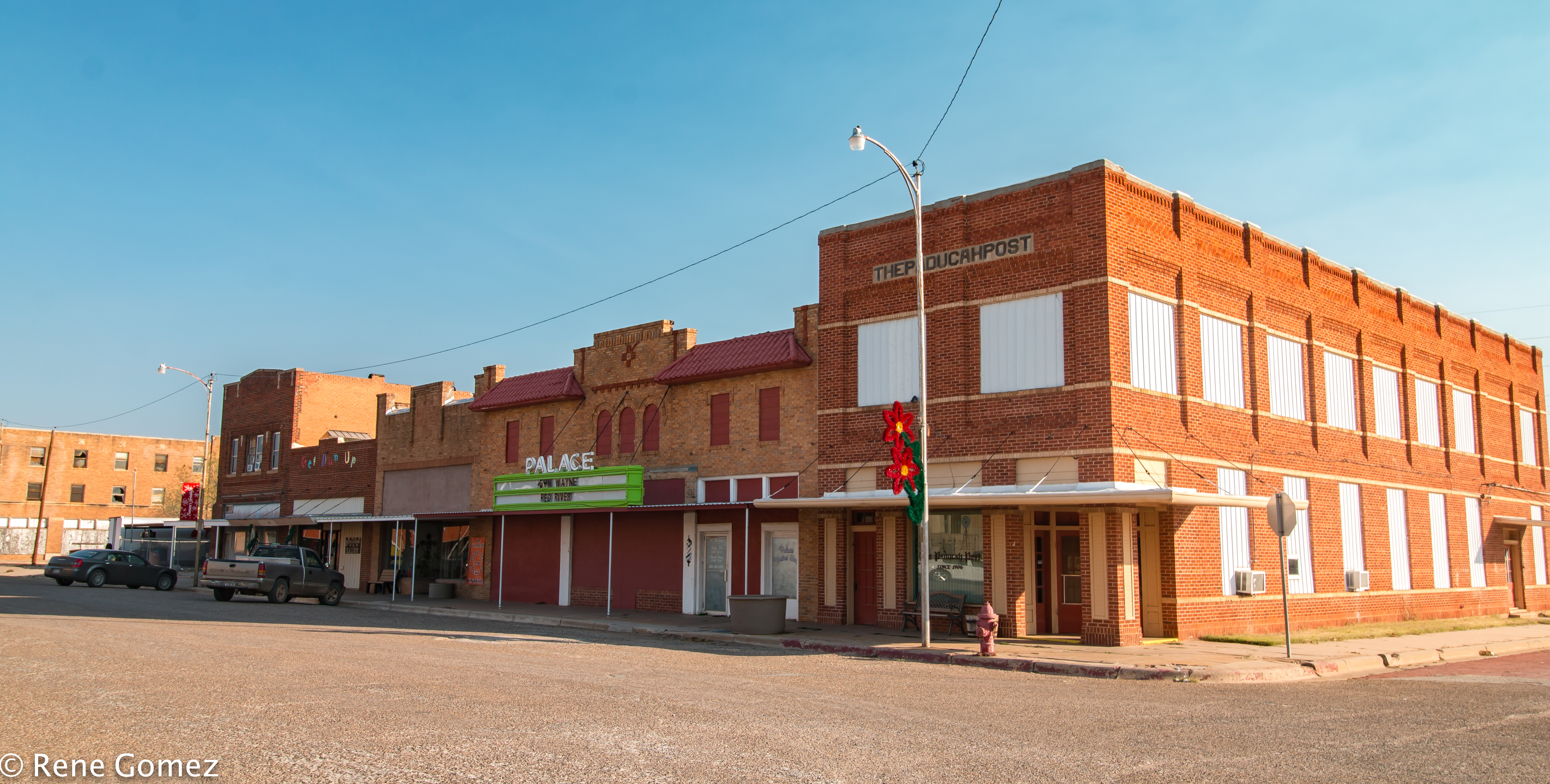
Здания в Падьюке
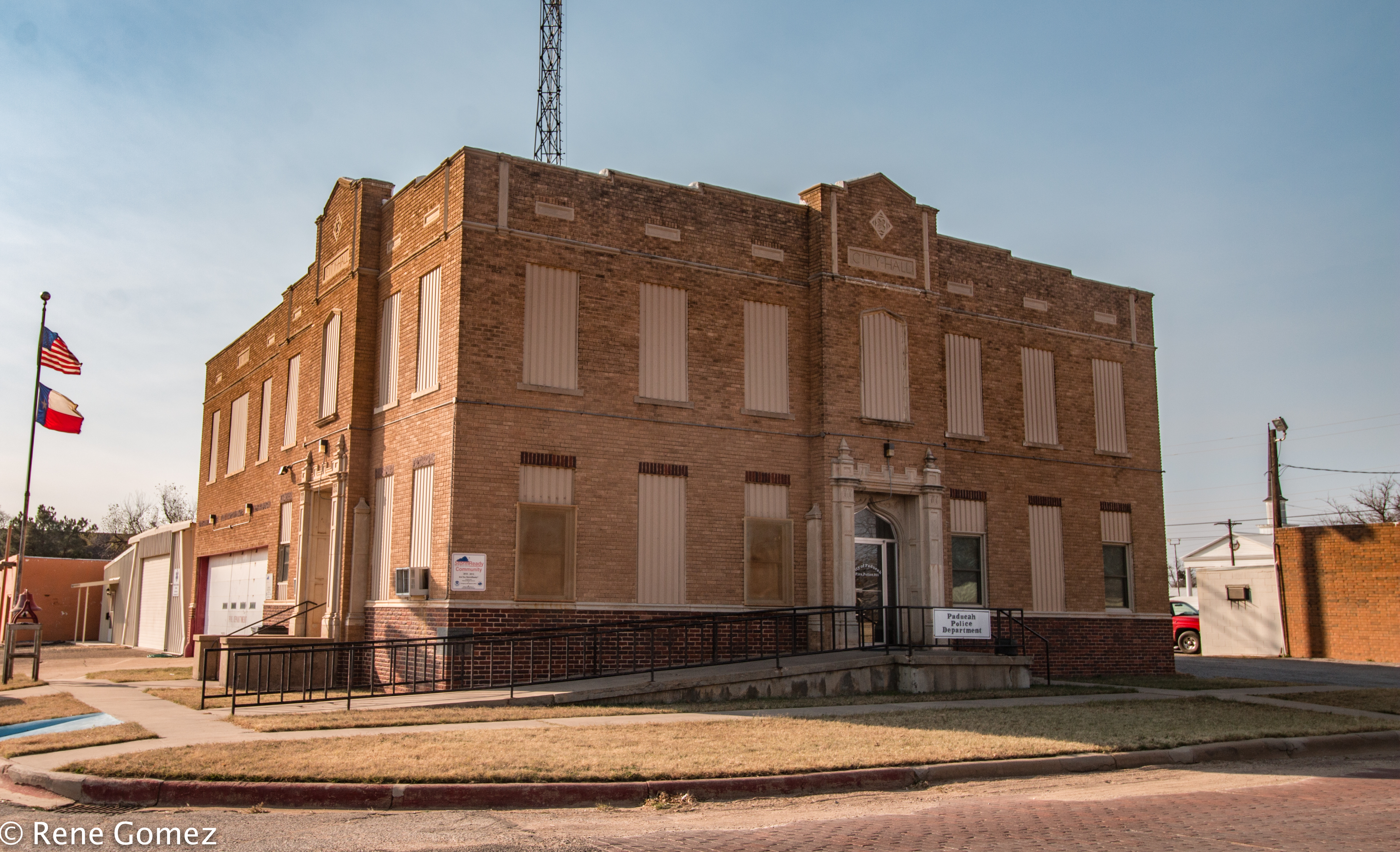
Городская ратуша
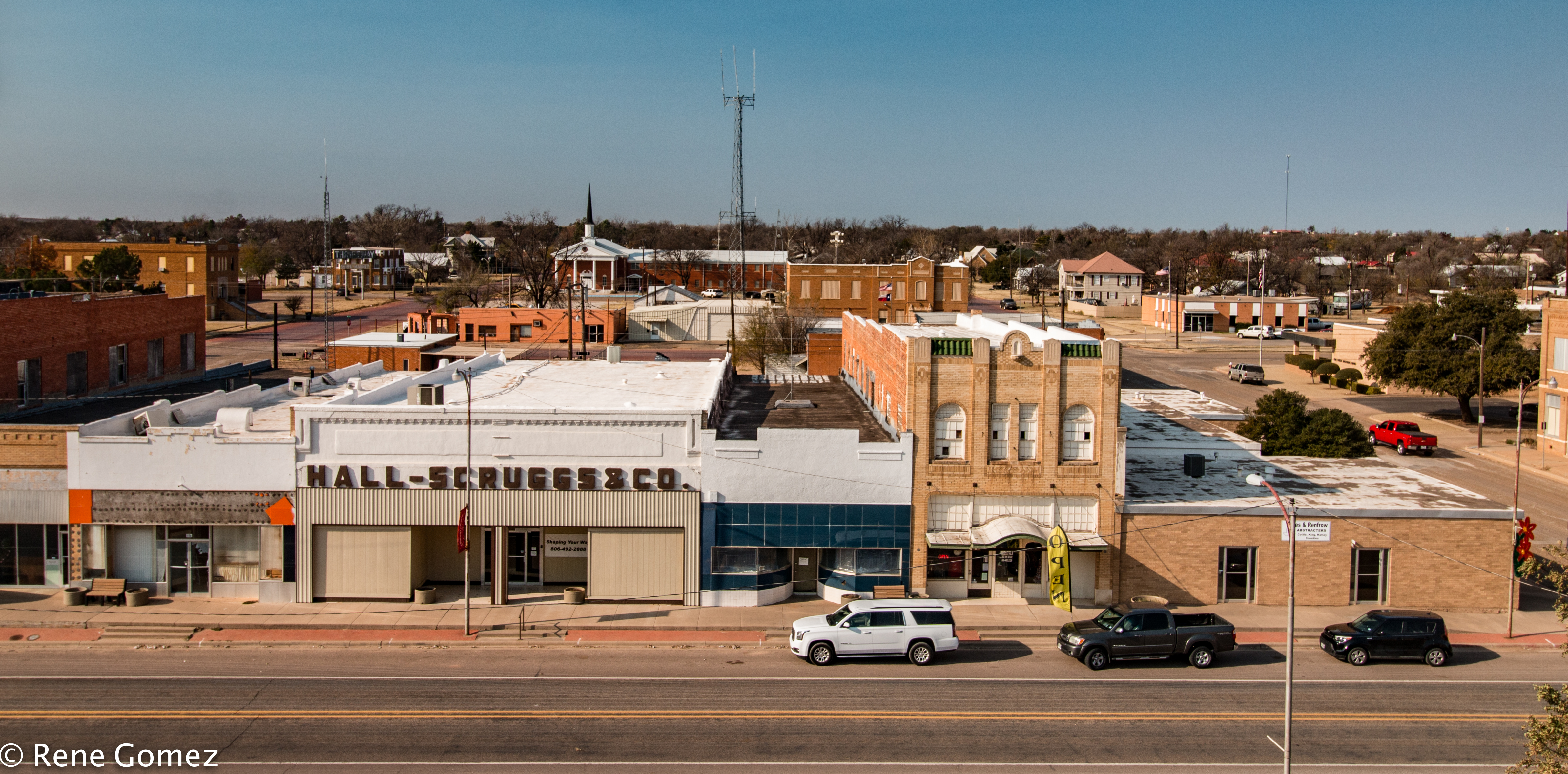
Центр города
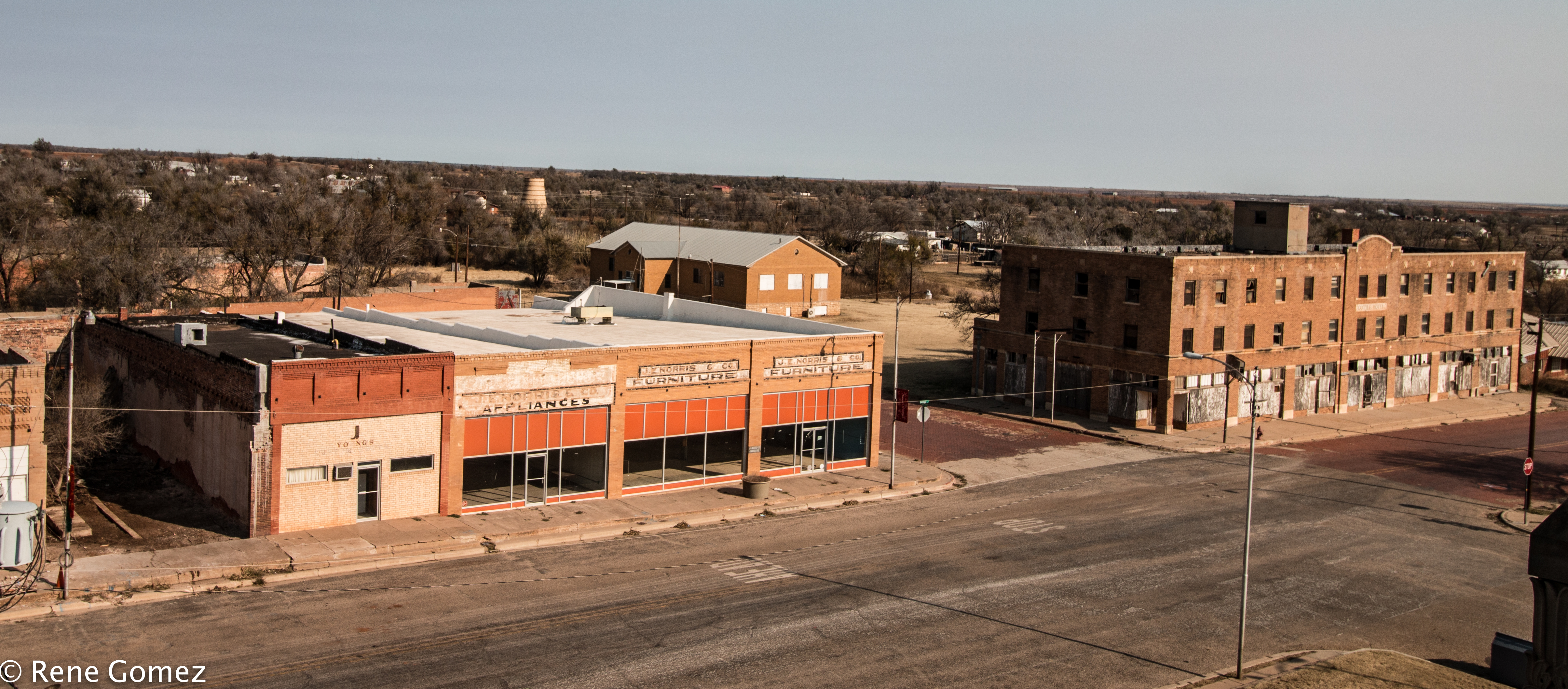
Центр Падьюки